# Arthur Bache Walkom
Arthur Bache Walkom, né le 8 février 1889, et mort le 2 juillet 1976, est un paléobotaniste australien et directeur de musée.

## Biographie
Arthur Bache Walkom est né à Grafton en Nouvelle-Galles du Sud et a déménagé avec sa famille à Sydney où il a fait ses études à Petersham Public et l'école Fort Street High School (en) et à l'Université de Sydney obtenant un doctorat en sciences en 1918. Il a travaillé pour Edgeworth David en tant que démonstrateur.
De 1939 à 1954 il a été le directeur de l'Australian Museum. De 1947 à 1954 il a siégé United Nations Educational, Scientific and Cultural Organization's Australian committee for museums. Il a reçu la Médaille Clarke par la Royal Society of New South Wales en 1948. Un genre de fossile de conifères, Walkomiella (en), est nommé en son honneur.